# Giovanni di Ginevra
Giovanni (Juan in spagnolo, Jean in francese, Johannes in tedesco e John [in inglese; circa 1340 – ottobre/novembre 1370) fu conte di Ginevra dal 1369 sino alla sua morte.

## Origine
Secondo Le Grand dictionnaire historique, Volume 5, Giovanni era il figlio terzogenito del Conte di Ginevra, Amedeo III e della moglie, Matilde o Mahaut d'Auvergne) ( † dopo il 1396), che, sia secondo Le Grand dictionnaire historique, Volume 5, che secondo la Histoire généalogique de la maison d'Auvergne, era figlia del conte d'Alvernia e di Boulogne Roberto VII e della sua seconda moglie, Maria di Dampierre o di Fiandra. 

Secondo Le Grand dictionnaire historique, Volume 5, Amedeo III di Ginevra era figlio del Conte di Ginevra, Guglielmo III e della moglie, Agnese, che, come confermano sia Le Grand dictionnaire historique, Volume 5, che lo storico francese, Samuel Guichenon, nel suo Histoire généalogique de la royale maison de Savoie, era la figlia di Amedeo V, Conte di Savoia, d'Aosta e di Moriana, e della sua prima moglie, Sibilla o Simona di Baugé, che sempre secondo la Samuel Guichenon era l'unica figlia del signore di Baugé e della Bresse, Guido II di Baugé.

## Biografia
Giovanni fu avviato alla vita ecclesiastica: studiò diritto canonico a Bologna; fu canonico a Lione, nel 1359, poi a Parigi, quattro anni dopo e venne nominato canonico a Reims, Amiens, Valladolid e Tours nel 1365.
Nel dicembre del 1369, suo fratello il Conte di Ginevra, Amedeo IV morì, a Parigi.

Giovanni, fratello il terzogenito, gli succedette come Giovanni I.
Il governo della contea da parte di Giovanni durò meno di un anno, perché morì nel corso del 1370, in autunno.

Gli succedette il fratello il quartogenito, Pietro, come Pietro I.

## Discendenza
Giovanni non prese moglie e non ebbe discendenza.

## Ascendenza
|                                          |                                         |                                                    | Genitori                                                |  |  | Nonni |  |  | Bisnonni                    |  |  | Trisnonni                 |  |
|                                          |                                         |                                                    |                                                         |  |  |       |  |  | Amedeo II, conte di Ginevra |  |  | Rodolfo, conte di Ginevra |  |
|                                          |                                         |                                                    |                                                         |  |  |       |  |  | Amedeo II, conte di Ginevra |  |  | Rodolfo, conte di Ginevra |  |
|                                          |                                         | Maria de la Tour du Pin                            |                                                         |  |  |       |  |  | Amedeo II, conte di Ginevra |  |  |                           |  |
| Guglielmo III, conte di Ginevra          |                                         |                                                    |                                                         |  |  |       |  |  | Amedeo II, conte di Ginevra |  |  |                           |  |
|                                          |                                         | Agnese di Chalon                                   | Giovanni I, conte di Chalon ed Auxonne                  |  |  |       |  |  |                             |  |  |                           |  |
|                                          |                                         | Agnese di Chalon                                   | Giovanni I, conte di Chalon ed Auxonne                  |  |  |       |  |  |                             |  |  |                           |  |
|                                          |                                         | Agnese di Chalon                                   | Laura di Commercy                                       |  |  |       |  |  |                             |  |  |                           |  |
| Amedeo III, conte di Ginevra             |                                         | Agnese di Chalon                                   |                                                         |  |  |       |  |  |                             |  |  |                           |  |
|                                          |                                         | Amedeo V, conte di Savoia                          | Tommaso II, conte di Savoia                             |  |  |       |  |  |                             |  |  |                           |  |
|                                          |                                         | Amedeo V, conte di Savoia                          | Tommaso II, conte di Savoia                             |  |  |       |  |  |                             |  |  |                           |  |
|                                          |                                         | Amedeo V, conte di Savoia                          | Beatrice Fieschi                                        |  |  |       |  |  |                             |  |  |                           |  |
| Agnese di Savoia                         |                                         | Amedeo V, conte di Savoia                          |                                                         |  |  |       |  |  |                             |  |  |                           |  |
|                                          |                                         | Sibilla, signora di Baugé e Bresse                 | Guido II, signore di Baugé e Bresse                     |  |  |       |  |  |                             |  |  |                           |  |
|                                          |                                         | Sibilla, signora di Baugé e Bresse                 | Guido II, signore di Baugé e Bresse                     |  |  |       |  |  |                             |  |  |                           |  |
|                                          |                                         | Sibilla, signora di Baugé e Bresse                 | Delfina di Saint-Bonnet                                 |  |  |       |  |  |                             |  |  |                           |  |
| Giovanni, conte di Ginevra               |                                         | Sibilla, signora di Baugé e Bresse                 |                                                         |  |  |       |  |  |                             |  |  |                           |  |
|                                          | Roberto VI, conte d'Alvernia e Boulogne | Roberto V, conte d'Alvernia e Boulogne             |                                                         |  |  |       |  |  |                             |  |  |                           |  |
|                                          | Roberto VI, conte d'Alvernia e Boulogne | Roberto V, conte d'Alvernia e Boulogne             |                                                         |  |  |       |  |  |                             |  |  |                           |  |
|                                          | Roberto VI, conte d'Alvernia e Boulogne | Eleonora di Baffie, signora d'Ambert               |                                                         |  |  |       |  |  |                             |  |  |                           |  |
| Roberto VII, conte d'Alvernia e Boulogne | Roberto VI, conte d'Alvernia e Boulogne |                                                    |                                                         |  |  |       |  |  |                             |  |  |                           |  |
|                                          |                                         | Beatrice, signora di Montgascon                    | Falcone III, signore di Montgascon                      |  |  |       |  |  |                             |  |  |                           |  |
|                                          |                                         | Beatrice, signora di Montgascon                    | Falcone III, signore di Montgascon                      |  |  |       |  |  |                             |  |  |                           |  |
|                                          |                                         | Beatrice, signora di Montgascon                    | Isabella di Ventadour, signora di Marjaride e Montredon |  |  |       |  |  |                             |  |  |                           |  |
| Matilde d'Alvernia e Boulogne            |                                         | Beatrice, signora di Montgascon                    |                                                         |  |  |       |  |  |                             |  |  |                           |  |
|                                          |                                         | Guglielmo di Dampierre, signore di Termonde        | Guido di Dampierre, conte di Fiandra                    |  |  |       |  |  |                             |  |  |                           |  |
|                                          |                                         | Guglielmo di Dampierre, signore di Termonde        | Guido di Dampierre, conte di Fiandra                    |  |  |       |  |  |                             |  |  |                           |  |
|                                          |                                         | Guglielmo di Dampierre, signore di Termonde        | Matilde di Béthune                                      |  |  |       |  |  |                             |  |  |                           |  |
| Maria di Dampierre                       |                                         | Guglielmo di Dampierre, signore di Termonde        |                                                         |  |  |       |  |  |                             |  |  |                           |  |
|                                          |                                         | Alice di Clermont-Nesle, viscontessa di Châteaudun | Raoul II di Clermont-Nesle, signore di Nesle            |  |  |       |  |  |                             |  |  |                           |  |
|                                          |                                         | Alice di Clermont-Nesle, viscontessa di Châteaudun | Raoul II di Clermont-Nesle, signore di Nesle            |  |  |       |  |  |                             |  |  |                           |  |
|                                          |                                         | Alice di Clermont-Nesle, viscontessa di Châteaudun | Alice di Dreux-Beu, viscontessa di Châteaudun           |  |  |       |  |  |                             |  |  |                           |  |
|                                          |                                         | Alice di Clermont-Nesle, viscontessa di Châteaudun |                                                         |  |  |       |  |  |                             |  |  |                           |  |

### Fonti primarie
- (LA, FR)  Histoire généalogique de la maison d'Auvergne.
- (LA, FR)  Preuves de l'Histoire généalogique de la royale maison de Savoie, justifiée par titres, ..par Guichenon, Samuel.

### Letteratura storiografica
- (FR)  Le Grand dictionnaire historique, Volume 5.
- (FR)  Le Chapitre de Notre-Dame de Paris au XIVe siècle.